# Dramaturgia de Meryl Streep

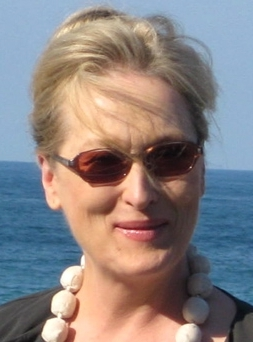
Meryl Streep, 2008.

Meryl Streep é uma atriz de teatro, televisão e cinema estadunidense. Streep é tida como uma das maiores atrizes da era moderna, sendo frequentemente muito bem avaliada pela crítica em geral, além de ser uma das mais premiadas estrelas do cinema mundial. 
Streep estrou profissionalmente no teatro com Trelawny of the Wells (1975) e, desde então, encenou 13 espetáculos profissionalmente e 18 com grupos de teatro universitário, além de participações especiais e leituras, ao longo de toda a sua carreira.

## Teatrografia

### Broadwayeoff-Broadway
| Ano  | Título                                           | Autor/Diretor                                            | Papel                  | Teatro                  | Prêmios                                                                         | Ref.        |
| ---- | ------------------------------------------------ | -------------------------------------------------------- | ---------------------- | ----------------------- | ------------------------------------------------------------------------------- | ----------- |
| 1975 | Trelawny of the Wells                            | aut.: Arthur Wing Pinero dir.: A.J. Antoon               | Imogen Parrot          | Vivian Beaumont Theater | Indicada ao Drama Desk Award                                                    | [ 1 ] [ 2 ] |
| 1976 | 27 Wagons Full of Cotton/A Memory of two Mondays | aut.: Tennessee Williams/Arthur Miller dir.: Arvin Brown | Flora Meighan/Patricia | The Phoenix Theater     | Indicada ao Drama Desk Award Vencedora do Outer Critics Circle Indicada ao Tony | [ 1 ] [ 2 ] |
| 1976 | Henry V                                          | aut.: William Shakespeare dir.: Mervyn Haines            | Katherine              | The Delacorte Theater   |                                                                                 | [ 1 ]       |
| 1976 | The Cherry Orchard                               | aut.: Anton Chekov dir.: Andrei Serban                   | Dunjasha               | Vivian Beaumont Theatre | Indicada ao Drama Desk Award                                                    | [ 1 ] [ 2 ] |
| 1976 | Secret Service                                   | aut.: William Gillette dir.: Daniel Freudenberger        | Edith Varney           | The Playhouse Theater   | Indicada ao Drama Desk Award Vencedora do Theatre World                         | [ 1 ] [ 2 ] |
| 1976 | Measure for Measure                              | aut.: William Shakespeare dir.: John Pasquin             | Isabella               | Vivian Beaumont Theatre |                                                                                 | [ 1 ]       |
| 1977 | Happy End                                        | aut.: Elisabeth Hauptmann dir.: Robert Kalfin            | Lt. Lillian Holiday    | Martin Beck Theatre     | Indicada ao Drama Desk Award                                                    | [ 1 ] [ 2 ] |
| 1978 | The Taming of the Shrew                          | aut.: William Shakespeare dir.: Wilford Leach            | Kate                   | The Delacorte Theater   |                                                                                 | [ 1 ]       |
| 1979 | Taken in Marriage                                | aut.: Thomas Babe dir.: Robert Allan Ackerman            | Andrea Chandler        | The Newman Theater      |                                                                                 | [ 1 ]       |
| 1980 | Alice in Concert                                 | aut.: Lewis Carroll dir.: Joseph Papp                    | Alice                  | The Public Theater      | Vencedora do Obie Award                                                         | [ 1 ] [ 3 ] |
| 1981 | The 35th Annual Tony Awards                      |                                                          | apresentadora          | Mark Hellinger Theatre  |                                                                                 | [ 1 ]       |
| 2001 | The Seagull                                      | aut.: Anton Chekov dir.: Mike Nichols                    | Irina Arkadina         | The Public Theater      | Indicada ao Drama Desk Award                                                    | [ 1 ] [ 2 ] |
| 2006 | Mother Courage and Her Children                  | aut.: Bertolt Brecht dir.: George C. Woolfe              | Mother Courage         | The Public Theater      | Indicada ao Drama Desk Award                                                    | [ 1 ] [ 2 ] |

### Yale Repertory Theatre
Trabalhos no teatro da Universidade Yale entre 1972 e 1975.
- 1975 - A Midsummer Night's Dream
- 1975 - The Shaft of Love
- 1975 - The Father
- 1975 - Happy End
- 1974 - The Idiots Karamazov
- 1974 - The Possessed
- 1974 - Aristopahne's The Frogs
- 1973/1974 - Edward II
- 1973/1974 - The Balcony
- 1973/1974 - Cock-a-Doodle-Dandy
- 1972/1973 - Lower Depths
- 1972/1973 - Shearwater
- 1972/1973 - The Royal Pardon
- 1972/1973 - Major Barbara

### Vassar Drama Department
Trabalhos no teatro do Vassar College entre 1969 e 1971.
- 1971 - The Playboy of Seville
- 1971 - The London Merchant
- 1970 - The Miser
- 1969 - Miss Julie

### Leituras e especiais
Leituras e participações especiais realizados ao longo de toda a sua carreira.
- 2012 - Romeo and Juliet
- 2010 - Speak Truth to Power
- 2009 - Courage in Concert
- 2006 - The Public Sings
- 2005 - Theater of the New Ear
- 2002 - 42nd & Vine: Hollywood Hits Bway
- 2001 - The World of Nick Adams
- 1999 - Undoing Depression
- 1996 - An American Daughter
- 1996 - Necessary Targets
- 1996 - Honour
- 1978 - Wonderland in Concert